# Trixxo Arena
Trixxo Arena (do 2021 Ethias Arena) – hala widowiskowo-sportowa w Hasselt w Belgii. Hala może pomieścić 21 600 osób. Hala została otwarta w 2004 roku. Jest często używana na koncerty, a także na rozgrywki sportowe. W 2005 roku odbył się Konkurs Piosenki Eurowizji Junior.